# جیل افیسر
جیل افیسر (انگلیسی: Jill Officer؛ زادهٔ ۲ ژوئن ۱۹۷۵) ورزشکار کرلینگ اهل کانادا است.